# جوزيف إل. أولمان
جوزيف إل. أولمان (بالإنجليزية: Joseph L. Ullman)‏ هو رياضياتي أمريكي، ولد في 30 يناير 1923، وتوفي في 11 سبتمبر 1995.